# Токкузтара
43°28′48″ пн. ш. 82°13′38″ сх. д. / 43.48007° пн. ш. 82.22719° сх. д.
Токкузтара (також Гунлю, від кит. 巩留县, пін. Gŏngliú Xiàn, трансліт. Tokkuztara) — один із повітів КНР у складі Ілі-Казахської автономної префектури, СУАР. Адміністративний центр — містечко Гунлю.

## Географія
Токкузтара у середньому розташовується на висоті близько 770 метрів над рівнем моря. Південна частина повіту лежить у горах Тянь-Шань, північна у місці злиття річок Текес і Кюнес, що разом формують Ілі.

### Клімат
Повіт знаходиться у зоні, котра характеризується кліматом помірних степів. Найтепліший місяць — липень із середньою температурою 22,2 °C. Найхолодніший місяць — січень, із середньою температурою -8,8 °С.
| Клімат повіту Токкузтара                           | Клімат повіту Токкузтара | Клімат повіту Токкузтара | Клімат повіту Токкузтара | Клімат повіту Токкузтара | Клімат повіту Токкузтара | Клімат повіту Токкузтара | Клімат повіту Токкузтара | Клімат повіту Токкузтара | Клімат повіту Токкузтара | Клімат повіту Токкузтара | Клімат повіту Токкузтара | Клімат повіту Токкузтара | Клімат повіту Токкузтара |
| Показник                                           | Січ.                     | Лют.                     | Бер.                     | Квіт.                    | Трав.                    | Черв.                    | Лип.                     | Серп.                    | Вер.                     | Жовт.                    | Лист.                    | Груд.                    | Рік                      |
| Середній максимум, °C                              | −1                       | 2,3                      | 11,5                     | 20,4                     | 24,7                     | 28,2                     | 30,2                     | 29,4                     | 25,3                     | 18,2                     | 8,9                      | 1,1                      | 16,6                     |
| Середня температура, °C                            | −8,8                     | −4,6                     | 4,5                      | 12,4                     | 17                       | 20,7                     | 22,2                     | 20,9                     | 16,1                     | 9,1                      | 1,9                      | −5,5                     | 8,8                      |
| Середній мінімум, °C                               | −14,7                    | −10,3                    | −1,3                     | 5,6                      | 10,2                     | 14                       | 15,2                     | 13,5                     | 8,6                      | 2,5                      | −2,9                     | −10,4                    | 2,5                      |
| Норма опадів, мм                                   | 13                       | 16                       | 17.3                     | 34.1                     | 37.4                     | 44.4                     | 34.3                     | 28.9                     | 17.8                     | 21.5                     | 23.5                     | 16.8                     | 305                      |
| Вологість повітря, %                               | 76                       | 75                       | 69                       | 60                       | 59                       | 62                       | 64                       | 65                       | 66                       | 71                       | 76                       | 78                       | 68                       |
| -------------------------------------------------- | ------------------------ | ------------------------ | ------------------------ | ------------------------ | ------------------------ | ------------------------ | ------------------------ | ------------------------ | ------------------------ | ------------------------ | ------------------------ | ------------------------ | ------------------------ |
| Джерело: Дані метеостанції №51435 (КНР, 1991-2020) |                          |                          |                          |                          |                          |                          |                          |                          |                          |                          |                          |                          |                          |